# Militärflugplatz Gerbini

i7
i11
i13
Der Militärflugplatz Gerbini war im Zweiten Weltkrieg ein Militärflugplatz auf Sizilien. In der Umgebung des Hauptflugplatzes wurden etliche Feldflugplätze angelegt. Diese Flugplätze befanden sich auf einer Ebene rund 20 Kilometer westlich von Catania.

## Geschichte
Der Hauptflugplatz wurde zwischen 1938 und 1940 angelegt. Der Bau einer betonierten, 1645 Meter langen Start- und Landebahn erfolgte zwischen Dezember 1941 und April 1942. Diese Piste hatte eine Befeuerungsanlage und ein deutsches Lorenz-Lande-Funkfeuer. Auf dem Hauptplatz befanden sich zwei Hangars, Werkstätten und verschiedene Unterkünfte sowie mehrere Treibstofflager und Munitionsdepots. 
Der Hauptflugplatz und die Feldflugplätze (Satellitenflugplätze) wurden von italienischen (9, 10, 16, 17, 55, 66, 88, 99, 101, 132, 146, 149 Gruppo; 282 Squadriglia), deutschen (KG30, KG54, KG77, KG6, KG76, SG2, AFG14, SKG10, JG3, JG27, JG53) und alliierten Einheiten (14, 47 Bombardment Groups, 60 Troop Carrier Group USAAF) genutzt. Etliche andere Einheiten nutzten die Flugplätze nur für Zwischenlandungen auf dem Weg nach Nordafrika oder in Richtung italienisches Festland.
Nachstehende Liste der Flugplätze erhebt keinen Anspruch auf Vollständigkeit.
| Flugplatz                | Lage | Einrichtung   | Nutzung                           |
| ------------------------ | ---- | ------------- | --------------------------------- |
| Hauptflugplatz           | ⊙    | 1939          |                                   |
| S1 (Gerbini-Nord)        | ⊙    | Frühjahr 1942 |                                   |
| S2 (Gerbini-Süd)         | ⊙    | Frühjahr 1942 |                                   |
| S3 (Sigonella)           | ⊙    | Frühjahr 1942 |                                   |
| S4                       | ⊙    | 1942          |                                   |
| S5                       | ⊙    | 1942          |                                   |
| S6 (Torazzo)             | ⊙    | 1942          |                                   |
| S7                       | ⊙    | Ende 1942     |                                   |
| S8                       | ⊙    | Frühjahr 1943 |                                   |
| S9                       | ⊙    | 1943          |                                   |
| S10                      | ⊙    | Juli 1943     |                                   |
| S11                      | ⊙    | Juli 1943     |                                   |
| S12 (Ramacca)            | ⊙    | Juli 1943     | Teile IV./JG3, II./JG27, II./JG53 |
| S13                      | ⊙    | Juli 1943     |                                   |
| S14                      | ⊙    | Juli 1943     |                                   |
| San Salvatore (Scordia)  | ⊙    |               |                                   |
| Finocchiara              | ⊙    |               | 17º Gp                            |
| Spinasanta (Spina Santa) |      |               |                                   |

Die ehemaligen Flugfelder von Gerbini werden seit dem Ende des Krieges überwiegend landwirtschaftlich genutzt. Konturen der militärischen Nutzung sind heute kaum noch zu erkennen. Auf dem ehemaligen Hauptflugplatz sind noch Reste der betonierten Start- und Landebahn vorhanden. An der Stelle des Feldflugplatzes Gerbini-Sigonella (Satellit 3) wurde ab 1957 der Militärflugplatz Sigonella gebaut. 